# Scopula sagittilinea
Scopula sagittilinea là một loài bướm đêm trong họ Geometridae.